# اوريانو بينيدا
اوريانو بينيدا (بالإسبانية: José Laureano Pineda Ugarte)‏ (و. 1802 – 1853 م) هو سياسي من نيكاراغوا .